# Ante Parčetić
Ante Parčetić (mađ. Parcsetics Antal) je bio bački hrvatski političar i gradski dužnosnik. Bio je iz obitelji Parčetića, jedne od obitelji bačkih hrvatskih plemenitaša koji su davali subotičke knezove (suce).
Kad je Subotica na molbu mjesnih velikana 22. siječnja 1779. postala slobodni kraljevski grad, kraljevski povjerenik Andrija Vlašić reorganizirao je gradsku upravu. Dne 4. rujna 1779. je na molbu gradskog vijeća (magistrata) za nadbilježnika postavio Antuna Parčetića, koji se pokazao vještim, revnim i sposobnim u zadaćama u svezi s elibertacijom grada. Magistrat su činili još gradonačelnik Luka Vojnić i senatori Josip Mamužić, Martin Mamužić, Toma Rudić, Petar Josić, Nikola Sagmeister, Šime Prčić, Dragutin Kovač, Ivan Sučić, Šime Romić, Albert Kopunović, Grgo Kopunović i Stipan Kujundžić.
Na ugarskom saboru 1790. i 1791. Ante Parčetić bio je jednim od subotičkih zastupnika (drugi je bio Ivan Sučić, Szucsics János).
Danas se ulica u Subotici zove po Anti Parčetiću. 

## Vanjske poveznice
- (mađarski) Vajdasági Magyar Digitális Adattár Pačir
- (mađarski) 233. országos ölés ociober 25. 1870.